# 최익하
최익하(崔益夏, 일본식 이름: 和山益夏와야마 에키카, 1888년 5월 26일 ~ 1959년 8월 2일)는 대한제국과 일제강점기의 관료로, 본적은 경기도 인천부이다.

## 생애
1905년 9월 관립한성사범학교 교원양성소 속성과를 졸업했다. 1906년 5월 관립인천일어학교를 졸업한 뒤부터 외국어학교 분교 부교관으로 재직했고 1907년 전라남도 관찰도 통역관보와 인천부 통역관보, 1908년 인천부 주사로 근무했다. 1910년 10월 인천부 서기로 임명되었으며 1912년 8월 1일 일본 정부로부터 한국병합기념장, 1915년 11월 10일 다이쇼대례기념장을 받았다.
1919년 6월 경기도 서기로 근무했고 1920년 7월 경기도 포천군수, 1923년 3월 경기도 진위군수로 각각 임명되었다. 1927년 1월 22일 일본 정부로부터 훈6등 서보장, 1928년 11월 16일 쇼와대례기념장을 받았으며 1930년 2월 경기도 안성군수로 임명되었다.
1932년 1월 14일 일본 정부로부터 훈5등 서보장을 받았고 1934년 4월 경기도 고양군수로 임명되었다. 1935년 10월 1일 조선총독부로부터 시정 25주년 기념 은배 1조를 받았으며 1937년부터 1939년까지 평안북도 문관보통징계위원회 위원을 역임했다. 1937년 2월 20일부터 1941년 5월 31일까지 평안북도 참여관(고등관 3등에 서위됨)으로 재직했고 1938년 6월 평안북도 사무관 산업부장, 평북미곡통제조합연합회 회장을 역임했다.
평안북도 참여관 재직 시절 조선총독부의 시정 방침을 선전하는 한편 일본 천황과 일본의 식민 통치를 찬양하는 연설, 일본의 침략 전쟁을 옹호하는 연설을 여러 차례 발표했다. 1938년 1월 13일 일본 정부로부터 훈4등 서보장을 받았으며 1941년 6월 24일에는 종4위에 서위되었다. 친일파 708인 명단의 도 참여관 부문과 조선총독부 사무관 부문, 민족문제연구소의 친일인명사전 수록자 명단의 관료 부문, 친일반민족행위진상규명위원회가 발표한 친일반민족행위 705인 명단에 포함되었다.

## 참고자료
- 친일반민족행위진상규명위원회 (2009). 〈최익하〉. 《친일반민족행위진상규명 보고서 Ⅳ-18》. 서울. 121~128쪽.